# 罗赛 (滨海塞纳省)
罗赛（法語：Rosay，法語發音：[ʁozɛ]）是法国滨海塞纳省的一个市镇，属于迪耶普区。

## 地理
罗赛（49°41'42"N, 1°14'44"E）面积10.46 平方千米，位于法国诺曼底大区滨海塞纳省，该省份为法国北部沿海省份，其西部及北部濒大西洋英吉利海峡，东起顺时针与索姆省、瓦兹省、厄尔省和卡爾瓦多斯省接壤。
与罗赛接壤的市镇（或旧市镇、城区）包括：阿尔杜瓦勒、博蒙勒阿朗、贝朗孔布尔、拉克里克、圣桑斯、旺特圣雷米。

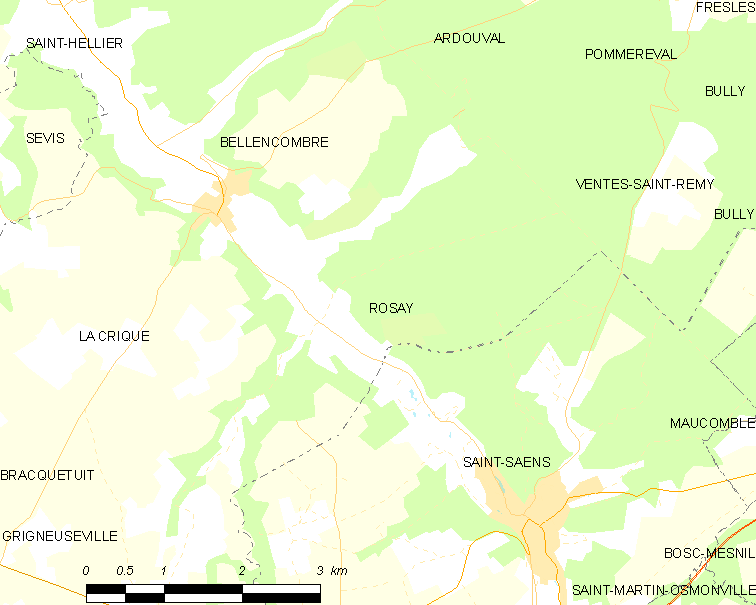
的OSM定位图

罗赛的时区为UTC+01:00、UTC+02:00（夏令时）。

## 行政
罗赛的邮政编码为76680，INSEE市镇编码为76538。

## 政治
罗赛所属的省级选区为布赖地区讷沙泰勒县。

## 人口

1962-2008年间人口变化图示

罗赛于2022年1月1日时的人口数量为272人。